# Tobias Schmidt
Tobias Schmidt (també Johann Tobias Schmidt, Jean-Tobie Schmidt, Tobie Schmidt i Schmid) va ser un fabricant de pianos alemany resident a França i dissenyador de la primera guillotina.
Schmidt, que provenia del principat de Nassau-Useen, es va establir a la capital francesa el 1785, tot i que nombroses fonts declaren incorrectament l'any del seu assentament a París el 1795 a causa d'un error posterior. A principis d'abril de 1792, Joseph Ignace Guillotin es va apropar al fabricant de pianos i li va encarregar que construís un prototip de la guillotina que havia proposat com a dispositiu d'execució. L'elecció d'un fabricant d'instruments com a constructor i artesà és menys curiosa del que sembla, ja que una guillotina de bon funcionament requeria un treball precís en elements de fusta i metall, així com una mecànica fiable. Com a fabricant de pianos que gaudia d'una bona reputació, especialment per les seves habilitats per treballar amb la fusta, Schmidt tenia tots els coneixements i habilitats necessaris.
Schmidt va completar el prototip en pocs dies. La guillotina, que es va provar en tres cadàvers el 15 d'abril de 1792 i va ser utilitzada per primera vegada en una execució pública el 25 d'abril, va ser el resultat del seu treball. A més, va rebre una patent de cinc anys sobre la guillotina que havia dissenyat. Quan la Revolució Francesa va entrar a la fase del Gran Terror poc després i es van requerir nombroses guillotines per al nombre d'execucions ràpidament creixent, Schmidt va aconseguir una prosperitat considerable.
En una carta que Schmidt va escriure a la Convenció nacional del 29 de setembre de 1794, va declarar que havia renunciat a la professió de fabricant de pianos per dedicar-se només a les construccions que eren d'utilitat per al gran públic. Tot i que va fer diversos invents aplicables en diversos camps en els següents anys, va romandre un respectat fabricant d'instruments, els productes del qual tenien una gran demanda.

## Treballs
Avui només es coneixen 4 pianos de taula de Tobias Schmidt. Els més antics, de 1792 i de 1800, es troben a la Col·lecció Pooya Radbon per a pianos històrics. Un tercer del 1817 és a la Cité de la musique de Paris. I un quart piano quadrat, probablement cap al 1800, es troba al Musée de la Révolution française al castell de Vizille.